# Mycoplasma genitalium
El Mycoplasma genitalium (Mgen o, des del 2018,  Mycoplasmoides genitalium) és un bacteri patogen petit i que viu a la mucosa cèl·lules epitelials del tracte urinari i del tracte genital en humans; provocant una infecció de transmissió sexual, Els informes mèdics publicats el 2007 i el 2015 indiquen que Mgen és cada cop és més comú. La resistència a múltiples antibiòtics, inclosa l'azitromicina, que fins fa poc era el tractament més fiable, fa que sigui més freqüent. El bacteri es va aïllar per primera vegada del tracte urogenital dels humans el 1981, i finalment es va identificar com una nova espècie de Mycoplasma el 1983. Pot causar efectes negatius per a la salut en homes i dones. També augmenta el risc de propagació del VIH amb més freqüència en aquells tractats prèviament amb azitromicina.

## Símptomes d'infecció
Mgen és un bacteri reconegut per causar uretritis tant en homes com en dones juntament amb cervicitis i malaltia inflamatòria pelviana en dones.

## Tractament
Els Centres per al Control i la Prevenció de Malalties dels Estats Units recomanen un enfocament de tractament gradual per a Mycoplasma genitalium amb doxiciclina durant 7 dies seguit immediatament d'un curs de 7 dies de moxifloxacina com la teràpia preferida a causa de les altes taxes de resistència als macròlids. Si hi ha proves d'assaig de resistència disponibles i el Mgen és sensible als macròlids, els CDC recomanen un curs de 7 dies de doxiciclina seguit de 4 dies d'azitromicina. Encara que la majoria de Les soques de M. genitalium són sensibles a la moxifloxacina, s'ha informat de resistència i s'ha de considerar el potencial d'efectes secundaris greus i adversos amb aquest règim.